# 私海
『私海』（しかい）は、フジテレビ系列で2003年9月26日の24：55〜25：55（JST）に放送されたテレビドラマ。

## あらすじ
あるドキュメンタリー番組のディレクターを務める高橋は、番組のネタを探しているときに母親からある少女の話を聞く。

## キャスト
- 高橋 - 八嶋智人
- 幸子 - 小日向しえ
- 佐藤泰司
- 神戸みゆき
- 伊藤正之
- 大塚良重
- 松澤一之
- 蜷川みほ
- 斉藤あきら
- 金子莉奈
- 佐藤淳
- 宮下ともみ
- 川村エミコ
- MANAMI
- 高江洲良
- 山田浩太
- 小原和浩

## スタッフ
- プロデュース - 石井浩二
- 脚本 - 石井浩二、鈴木おさむ